# Lijst van spelers van Roda Sport
Dit is een lijst van voetballers die minimaal één officiële wedstrijd hebben gespeeld in het eerste elftal van de Nederlandse voormalig betaaldvoetbalclub Roda Sport en voorgangers Bleijerheide en Kerkrade.

## A
- Rik Aspers
- Joep Aretz (K)

## B
- Rainer Barwasser
- Boeb Becholtz
- Sjef Büttgen

## C
- Deu Cox
- Piet Creusen

## D
- Peter Debie (K)
- André Dovermann

## E
- Toon Ederveen
- Sjef Engelen
- Michel Esser (K)

## F
- Adam Fischer
- Hens Fischer

## G
- Piet Giesen
- Gorissen

## H
- Juup Hoenen (B)
- Gerard Hoenen
- Jo Hoeppertz
- Leo Houwman
- J. Hubben (B)

## J
- Frits Janssen
- J. Janssen
- Bob Jongen (K)
- Jos Jongen (B)

## K
- Waldemar Kalff
- Richard Kikken (K)
- Jef Kisters (B)
- Ludwig Klaus
- Hans-Josef Knauf
- Edmond Körver
- Kramer (K)

## L
- Lothar Logen

## M
- Mathieu van Mouche

## N
- Paul Nelissen

## O
- Jeu Olieschlägers

## P
- Ernst Pauwels (B)

## R
- Guus Rabuda
- Sjef Rademacher
- Gerard Rumpen
- Frans Rutten (B)

## S
- Henk Schellings
- Wim Schreurs (K)
- Joep Senden
- Rinus Smans
- Willy Smeets (B)
- May Souren (K)
- Leo Steinbusch (B)
- Piet Strolenberg (K)

## T
- Dré Thewissen (B)
- Barthel Thomas (B)
- Sjef Timmerman

## V
- Hens Vinken (K)
- Jeu Voncken
- Jo Vondenhoff (K)

## W
- Hein Walls (B)
- Harm Weber (B)
- Wiel Wefels
- Van Wersch (K)
- Hub Weusten